# Jóhann Hafstein
Jóhann Hafstein, född 19 september 1915, död 15 maj 1980, var Islands statsminister från 10 juli 1970 till 14 juli 1971. Han var medlem i Självständighetspartiet. Han var även medlem i Alltinget från 1946 till 1978.